# Eryonidae
Eryonoidea
Super-famille
Famille
Les Eryonidae sont une famille éteinte de crustacés décapodes de la super-famille des Eryonoidea et de l'infra-ordre des Polychelida. Ils sont connus au Trias et surtout au Jurassique, essentiellement en Europe de l'Ouest.

## Liste des genres
Selon World Register of Marine Species (26 décembre 2019), complété par Paleobiology Database (26 décembre 2019) :
- famille † Eryonidae De Haan, 1841
  - genre † Eryon Desmarest, 1817[5]
  - genre † Cycleryon Glaessner, 1965
  - genre † Knebelia
  - genre † Rosenfeldia
  - genre † Wrangelleryon
  - genre † Soleryon Charbonnier, Schweigert et Saint Martin[6], 2014

## Biologie
Trois petits Eryonidae, non déterminables plus précisément, ont été découverts en 2012 fossilisés dans les argiles à Posidonies du sud de l'Allemagne. Ils ont été trouvés à l'intérieur de la coquille d'une ammonite (Harpoceras falciferum), ce qui permet de les dater précisément du Toarcien inférieur, sous-zone à Falciferum (Jurassique inférieur). Ces décapodes de même taille (environ 3 centimètres) sont positionnés avec leurs queues orientées les unes vers les autres, ce qui indiquerait qu'ils étaient en train de muer ensemble à l'abri dans une coquille en fond de mer, avant d'être piégés par des sédiments et fossilisés. Ce comportement grégaire serait, selon les auteurs, le plus ancien connu chez les décapodes. 